# Rhagio sordidus
Rhagio sordidus är en tvåvingeart som först beskrevs av Friedrich Hermann Loew 1862.  Rhagio sordidus ingår i släktet Rhagio och familjen snäppflugor. Inga underarter finns listade i Catalogue of Life.